# Avril et le Monde truqué
Pour plus de détails, voir Fiche technique et Distribution.
Avril et le Monde truqué est un film d'animation franco-belgo-canadien réalisé par Franck Ekinci et Christian Desmares et sorti en 2015. Il s'agit d'un film d'aventure se déroulant dans un univers steampunk uchronique et dystopique. L'univers graphique a été conçu par le dessinateur et scénariste de bande dessinée français Jacques Tardi. Le film remporte le Cristal du meilleur long métrage au festival international du film d'animation d'Annecy la même année.

## Synopsis
À la veille de la guerre de 1870, Napoléon III et le maréchal Bazaine se rendent chez le biologiste renommé Gustave Franklin, qui avait promis de créer un sérum pouvant rendre les soldats Français immortels. Il doit admettre qu’à l’exception d’un duo de jeunes reptiles, ayant gagné l’habilité de la parole grâce à une de ses expériences, ses tentatives avaient échoué.
Furieux, l’empereur, voulant vérifier si les reptiles étaient bel et bien immortels, ordonne au maréchal de les tuer. Les cobayes réussissent à s’échapper alors même qu’un incident fait exploser le laboratoire, tuant ainsi toutes les personnes présentes. Le lendemain, le fils et successeur de l’empereur, Napoléon IV, signe un traité d’amitié avec la Prusse: la guerre franco-allemande n’aura pas lieu.
Au fil des années qui suivent, les plus grands savants disparaissent les uns après les autres, empêchant tout progrès technologique. Le monde reste figé aux temps de la vapeur et du charbon. Les mines s’épuisent, les campagnes européennes sont dévastées pour produire du charbon de bois. Une guerre contre la Ligue des Amériques (les États-Unis et le Canada) se prépare afin d’obtenir le contrôle de ses immenses forêts.
Pour garder son avance, l’Empire français fait rechercher et séquestrer les savants restants, y compris ceux qui se cachent pour ne pas servir l’armée. Scientifiques clandestins, Prosper (alias « Pops ») et Paul, les fils et petit-fils de Gustave, travaillent en compagnie d'Annette, la femme de Paul, pour trouver enfin la formule qui avait échappé à Gustave. Mais tout ce qu’ils ont pu obtenir est la formule que Gustave avait déjà faite, donnant à Darwin, le chat d’Avril, leur fille, la capacité de parler.
Malgré leurs précautions, ils sont repérés par l’inspecteur Gaspard Pizoni mais réussissent tout de même à s’enfuir. Annette cache la dernière expérience de sérum dans une boule à neige à laquelle Avril tient beaucoup. La famille est séparée dans la course-poursuite. Pops fuit de son côté avec l’automobile et et Avril et ses parents tentent de s’échapper par le vapeur pour Berlin. Les policiers les retrouvent lorsqu’ils sont à bord. 
Le vapeur est recouvert par un nuage d’orage étrange et Avril voit ses parents disparaitre à l’intérieur. Le vapeur, accidentellement foudroyé par le nuage, explose avec tous ses passagers, à l’exception d'Avril, Darwin et Pizoni. Capturée avec son chat, Avril est envoyée dans un orphelinat d'État, mais elle fuit, emportant la boule à neige et le félin. Pizoni, jugé responsable de l’échec, est dégradé au rang d’agent de la circulation, mais ce dernier jure de trouver les derniers Franklin, espérant se faire pardonner et redevenir inspecteur.
Dix ans plus tard, Avril a trouvé refuge dans la tête d’une immense statue érigée en l’honneur de Napoléon III. Elle y travaille sur le sérum afin de sauver Darwin, tombé gravement malade. Pizoni, toujours acharné à attraper Avril et Pops, use de Julius, un petit malfrat menacé de prison, pour suivre Avril, prendre contact avec elle et gagner sa confiance. Avril teste son dernier sérum sur Darwin mais semble échouer, Darwin sombrant dans le coma. De rage, elle casse son matériel et un peu du contenu de la boule à neige imprègne la langue de Darwin qui revient à la vie, guéri. Avril comprend que sa mère y avait dissimulé sa formule. Un rat espion, bardé d’étranges appareils miniatures, qui a suivi Avril fait alors entendre un avertissement de Paul qui dit à sa fille de partir tout de suite. Un nuage d'orage surgit alors et détruit la statue en la découpant au laser. Avril s’échappe avec l’aide de Julius et trouve refuge dans l'opéra Garnier reconverti en usine.
Dans un lieu inconnu, Chimène et Rodrigue, deux varans qui avaient été traités avec le sérum de Gustave, comme Darwin, et qui savent que Paul a envoyé un message à sa fille, tentent de le convaincre de persuader Avril de les rejoindre mais Paul refuse, arguant que leur plan est voué à l’échec et à la destruction du monde. Annette est quant à elle prête à obéir aux varans, en échange de la vie sauve pour sa fille, et à continuer de travailler avec les savants enlevés qui ont patiemment construit une jungle souterraine bardée de la technologie la plus pointue, dans le but de faire un monde meilleur.
Avril retrouve la trace de son grand-père et le rejoint dans sa cachette, une maison dissimulée dans un hangar abandonné. Elle admet être dans une impasse pour retrouver ses parents. Pops propose d’aller récupérer le rat espion dans les ruines de la statue. Mais Julius téléphone en secret à Pizoni et trahit Pops, qui est capturé. La police arrête également Pizoni pour avoir désobéi à l’ordre de ne pas se mêler de l’affaire.
Julius rejoint Avril. Darwin, qui était présent lors de la capture de Pops, aide à localiser la prison secrète, au Fort la Latte, où il est conduit. Avril déclenche un système de sécurité qui transforme la maison en machine sous-marine.
En prison, Pops refuse de travailler pour l’armée mais sa curiosité scientifique le fait s’intéresser à un aéronef trouvé au fond d’un fleuve. Parvenus en Bretagne, Avril et Julius s’introduisent dans le fort la Latte, retrouvent Pops mais leur sous-marin est détruit. Pops remet en marche l’avion pour leur permettre de s’enfuir et il dévoile la trahison de Julius. Furieuse, Avril refuse de parler au jeune homme. Rodrigue et Chimène prennent à distance le contrôle de l’avion pour lui faire rejoindre leur base secrète mais l’appareil, endommagé par Pizoni, s'écrase dans jungle souterraine.
Pops et Pizoni sont capturés par des varans armés, enfants de Chimène et Rodrigue. Ils retrouvent Paul, prisonnier des varans. Avril, Julius et Darwin tentent de se faire passer pour des savants nouvellement capturés mais ils se font repérer et s'enfuient. Un varan détruit accidentellement la centrale électrique principale, ce qui libère Paul, Pops et Pizoni. Avril retrouve sa mère mais comprend trop tard qu’elle est du côté des varans, plus précisément de Chimène. Cette dernière, qui a déclaré que les humains utilisaient la science de façon trop destructrice, veut envoyer dans l’espace une fusée contenant des plantes traitées par le sérum des Franklin pour diffuser la vie végétale dans l'univers. Avril croyait avoir échoué à élaborer ce sérum, mais Annette lui apprend que c’est bien son sérum qui a sauvé Darwin et non celui de la boule, leur formule n’ayant pas fonctionné en fin de compte. Avril reconstitue sa formule et la livre à Chimène, en échange de la liberté d'Annette, prise en otage par Rodrigue.
Las du pacifisme exacerbé de sa femelle, Rodrigue s'empare de l'éprouvette, en boit le contenu et, se croyant désormais immortel, dévoile son propre plan : faire exploser la fusée à basse altitude pour dévaster ce qui reste de vie sur Terre, puis livrer la planète à sa progéniture. Lorsque le saurien abat Chimène qui s'oppose à ses desseins, les varans se déchirent entre partisans de leur père et de leur mère. Rodrigue met la fusée en marche avant d'être tué par Julius qui avait échangé discrètement l’éprouvette contre une autre contenant seulement de l'eau.
Avant de s'enfuir avec sa famille et Julius, Avril jette l'éprouvette de sérum efficace sur les plantes couvrant la fusée afin d'accomplir la volonté de Chimène. Parvenu à se glisser in extremis dans la fusée avant le décollage, Darwin tente de retarder l'explosion de la fusée. Les savants retournent dans le monde où le progrès reprend sa marche normale et Pizoni devient chef des services secrets de l’Empereur.
Cinquante ans plus tard, Avril est prévenue par son mari Julius qu'une mission spatiale vient de retrouver Darwin en excellente santé sur la Lune désormais couverte de végétation.

### Personnages
- Gustave : arrière-grand-père d'Avril et scientifique travaillant pour l'empereur, il meurt dans l'explosion de son laboratoire en 1870.
- Prosper ou « Pops » : fils de Gustave, chimiste et grand-père d'Avril, il vit en marge de la société dans sa « méta-maison » d'où il tente de retrouver sa petite fille.
- Paul : père d'Avril et chimiste, il est mystérieusement capturé en même temps que son épouse dans la destruction du funiculaire Paris-Berlin.
- Annette : mère d'Avril et scientifique elle aussi, elle collabore avec ses ravisseurs pour un projet scientifique de grande envergure.
- Avril : jeune fille débrouillarde qui a perdu ses parents dans leur fuite contre la police impériale. Son seul ami est Darwin, son chat parlant. Elle est l’héroïne du film.
- Darwin : chat parlant ayant reçu l'immortalité grâce à Avril, il est finalement exilé par accident sur la Lune.
- Julius : délinquant amoureux d'Avril, c'est au début un traître pour le compte de Gaspar Pizoni. Il se marie avec Avril à la suite de leurs retrouvailles avec la famille Franklin.
- l'inspecteur Gaspard Pizoni : inspecteur de police obnubilé par la capture des Franklin, il tombe lamentablement au plus bas de la hiérarchie avant de se faire récompenser pour ses « mérites ».
- Rodrigue et Chimène : deux varans parlants, devenus aussi intelligents que des humains. Ils entreprennent de diffuser la vie sur d'autres planètes avant de mourir tous les deux, Rodrigue étant devenu mégalomane.
- Le commissaire de police impériale Derouge : chef de la police impériale et supérieur de Pizoni, il ne cesse de le rappeler à l'ordre.

## Fiche technique
- Titre : Avril et le Monde truqué
- Réalisation : Franck Ekinci et Christian Desmares
- Scénario : Franck Ekinci et Benjamin Legrand, d'après une bible graphique originale de Jacques Tardi
- Musique : Valentin Hadjadj
- Animation : Patrick Imbert, Nicolas Lemay et Nicolas Debray
- Animation 3D : Bernie Denk
- Montage : Nazim Meslem
- Son : Yann Lacan
- Production : Michel Dutheil, Franck Ekinci, Brice Garnier et Marc Jousset
- Sociétés de production : Studiocanal, Je suis bien content, Arte France Cinéma, RTBF, Tchack, Kaibou Productions inc, Cofinova 10 et Wallimage
- Sociétés de distribution : Studiocanal et O'Brother Distribution
- Pays d'origine :  France,  Belgique et  Canada
- Genre : animation, aventures, comédie dramatique et science-fiction
- Durée : 103 minutes
- Dates de sortie :
  - France : 15 juin 2015 (Festival international du film d'animation d'Annecy) ; 4 novembre 2015 (sortie nationale)

## Distribution
- Marion Cotillard : Avril Franklin
- Philippe Katerine : Darwin Franklin, le chat d'Avril
- Marc-André Grondin : Julius
- Jean Rochefort : Prosper « Pops » Franklin, le grand-père d'Avril
- Olivier Gourmet : Paul Franklin, le père d'Avril
- Macha Grenon : Annette Franklin, la mère d'Avril
- Bouli Lanners : Gaspar Pizoni
- Benoît Brière : Rodrigue
- Anne Coesens : Chimène
- Jean-Claude Donda : le commissaire de police impériale Derouge

## Production
Avril et le Monde truqué dispose d'un budget final d'environ 9 180 000 euros.

## Accueil

### Accueil critique
Avril et le Monde truqué reçoit un très bon accueil de la presse française. Les principales qualités reconnues au film sont l'intérêt de l'univers qu'il invente et sa fidélité au style graphique et aux histoires du dessinateur de bandes dessinées Jacques Tardi. Dans le quotidien Le Monde, Noémie Luciani le qualifie de « merveilleux film d'animation » dont le trait le plus marquant est son univers parisien uchronique. Dans Libération, Clémentine Gallot y voit un « ambitieux récit picaresque » qui transpose fidèlement à l'écran la patte de Jacques Tardi, en une « foisonnante relève au camouflet porté par l’adaptation en prise de vue réelle d’Adèle Blanc-Sec par Luc Besson et EuropaCorp en 2010 ». Elle estime que « cette lecture steampunk marie élégamment les styles, entre érudition technologique (à la façon du Château dans le ciel de Miyazaki) et titis parisiens, rétrofuturisme et volutes Belle Époque ». Dans Le Parisien, Renaud Baronian donne un avis très favorable sur le film, en appréciant le fait qu'il parvient à « faire vivre brillamment à l'écran » les univers de Tardi. L'Humanité parle d'un résultat « vertigineux et foisonnant » qui, outre Tardi, évoque la bande dessinée Blake et Mortimer. Dans l'hebdomadaire culturel Télérama, Cécile Mury remarque que « tout, ici, ressemble à une sorte d'album mutant d’Adèle Blanc-Sec, particulièrement réussi, et jubilatoire », mais que le film montre aussi des qualités propres au cinéma, qu'il s'agisse du rythme ou de sa « une belle mécanique narrative », dont les rebondissements font preuve d'une « liberté amusante, effrontée ».
Même accueil favorable dans les revues de cinéma. Dans Positif, Ariane Allard indique : « on est bluffé par la malice et la poésie qui se dégagent de cet ensemble, aussi documenté qu'élégant ». Dans Première, Christophe Narbonne note que l'univers graphique imaginatif du film « rappelle le pouvoir d’attraction intact d’une forme jugée un peu désuète par certains », tandis que l'histoire lui semble « pleine de rebondissements et d’humour » ; il apprécie en particulier les performances des acteurs de doublage.
Certains avis sont plus nuancés, en particulier au sujet du scénario. Dans La Croix, Stéphane Dreyfus apprécie l'univers graphique du film qui donne « l’impression bluffante de lire une BD animée de Tardi » ainsi que son propos qui « ne ménage pas ses critiques contre l’impotence des forces de l’ordre et l’inconscience de la science », mais il regrette « un épilogue peu cohérent avec le reste du film ». Dès le festival d'Annecy 2015, quelques mois plus tôt, il estimait que le film, « divertissant et visuellement superbe », n'était « toutefois pas le plus intéressant de la sélection 2015, cru exceptionnel en matière de longs-métrages » et remarquait que le prix du Cristal du long métrage avait « déjoué les pronostics qui donnaient favori Tout en haut du monde », le film d'aventure de Rémi Chayé. Selon La Voix du Nord le film « vaut qu'on s'y attarde » par son univers, ses décors et ses couleurs, mais les personnages montrent une certaine« raideur » et « la poésie se perd en chemin lors d’un virage blockbuster », tandis que certains acteurs conviés pour le doublage trahissent un « manque de conviction ». Le magazine Le Nouvel Obs déclare quant à lui « bonne idée, résultat décevant » et estime que le film « souffre d'un manque de rythme ».

### Box-office
Avril et le Monde truqué sort dans les salles françaises le 4 novembre 2015. Durant sa semaine de démarrage, le film rassemble un peu plus de 39 200 entrées, dont 13 600 à Paris. À l'issue de sa carrière en salles, le film cumule environ 117 800 entrées et est rentable à 8 % sur la base des entrées françaises.

## Distinctions
En 2015, Avril et le monde truqué remporte le Cristal du meilleur long métrage à l'édition 2015 du festival international du film d'animation d'Annecy.

## Bande originale
La bande originale du film est composée par Valentin Hadjadj. Il s'agit de la première bande originale qu'il compose pour un long-métrage. Elle est coéditée en CD audio par Les éditions du 22 décembre, Studio Canal et Je suis bien content en 2015.

## Édition en vidéo
Avril et le Monde truqué est édité en DVD par Studio Canal en mars 2016. Le DVD comprend une audiodescription pour aveugles et malvoyants ainsi que des sous-titres pour sourds et malentendants, ainsi qu'un making of (28 minutes) et la bande-annonce du film.